# (1003) Lilofee
(1003) Lilofee – planetoida z pasa głównego asteroid okrążająca Słońce w ciągu 5 lat i 209 dni w średniej odległości 3,14 au. Została odkryta 13 września 1923 roku w Landessternwarte Heidelberg-Königstuhl w Heidelbergu przez Karla Reinmutha. Nazwa planetoidy pochodzi od tytułowej bohaterki starej niemieckiej pieśni ludowej Die schöne junge Lilofee Augusta Schnezlera. Lilofee była syreną z jeziora Mummelsee w Schwarzwaldzie. Przed jej nadaniem planetoida nosiła oznaczenie tymczasowe (1003) 1923 OK.